# Sacerdocio (Antiguo Israel)
El sacerdocio del antiguo Israel estaba conformado por la clase de individuos masculinos que, según la Biblia hebrea, eran descendientes patrilineales de Aarón (hermano mayor de Moisés), que sirvió en el Tabernáculo, el Templo de Salomón y el Segundo Templo hasta la destrucción de Jerusalén en 70 d. C. Su función en el templo incluía el sacrificio de animales. Se considera que los sacerdotes (en hebreo kohanim) continúan en las familias Cohen del judaísmo rabínico.

## Biblia hebrea

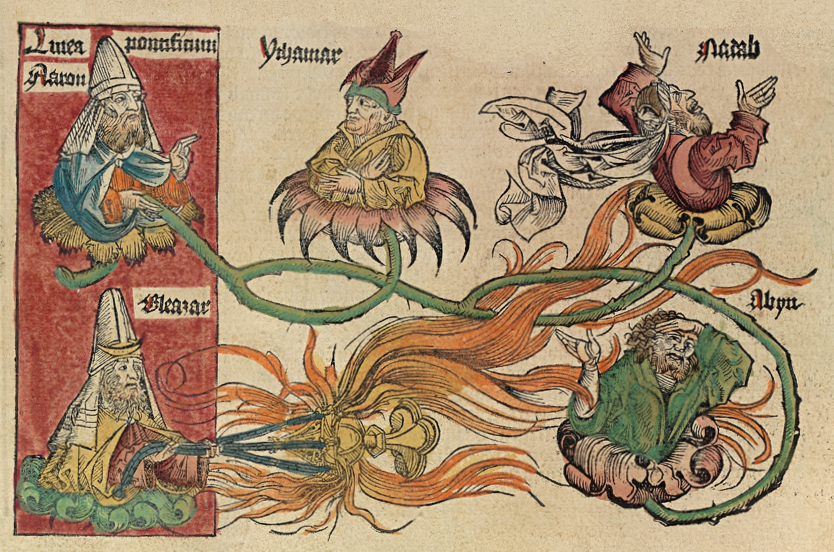
Ilustración del linaje de Aarón en las Crónicas de Núremberg de 1493.

El primer sacerdote mencionado en la Biblia es Melquisedec, sacerdote del Shejiná. El primer sacerdote mencionado de otro dios es Potifera sacerdote de On, cuya hija Asenat se casó con José en Egipto. El tercer sacerdote que se menciona es Jetró, sacerdote de Madián y suegro de Moisés. La primera mención de un sacerdocio ocurre en Éxodo 40:15 "y los ungirás, como ungiste a su padre, y serán mis sacerdotes, y su unción les servirá por sacerdocio perpetuo, por sus generaciones." Entre estos sacerdotes se ungió un Sumo Sacerdote (mencionado por primera vez en Levítico 21:10), para que desempeñara funciones únicas, como entrar al Lugar Santísimo una vez al año en el Día de la Expiación.

### Sacrificios y rituales
Los sacerdotes debían oficiar en muchas ofrendas bajo la ley de Moisés, incluyendo el sacrificio de pascua, la ofrenda por el pecado y por la culpa, la liberación del chivo expiatorio, la ofrenda quemada, la ofrenda de paz, la ofrenda alzada, la ofrenda de harina, la ofrenda de masa, la ofrenda de libación, la ofrenda de incienso, ofrenda de agradecimiento, entre otras, durante todo el año litúrgico. Además, participaban en muchos rituales diferentes, como la bendición sacerdotal, la novilla roja, la redención del primogénito y varios rituales de purificación.

### Vestidos
Las vestiduras de los sacerdotes y sumos sacerdotes se describen y proscriben en detalle en Levítico. Para el sumo sacerdote, se incluyen una túnica sacerdotal, ropa interior de lino, faja, túnica, turbante sacerdotal, efod (con Urim y Tumim ) y un pectoral sacerdotal con 12 piedras que representan las  tribus de Israel.
Los sacerdotes servían en divisiones sacerdotales rotativas.

## Erudición crítica
El punto de partida de gran parte de la erudición crítica del sacerdocio en el antiguo Israel es la tesis de Julius Wellhausen de que la historia de Israel está redactada y representa tres etapas; (1) sacerdotes no levitas, (2) sacerdotes levitas, (3) aarónides y levitas. Sin embargo, sus puntos de vista dependen de algunas suposiciones críticas, pero no probadas, y algunos eruditos consideran que el estudio del culto y sacerdocio del antiguo Israel está todavía en su infancia en comparación con otras áreas de los estudios bíblicos.